# Улица Академика Дегтярёва
Улица Академика Дегтярева (укр. Вулиця Академіка Дегтярьова) — исчезнувшая улица, существовавшая в Днепровском районе (в то время — Дарницком) города Киева, местность Березняки. Пролегала от улицы Болотникова до железной дороги.

## История
Улица возникла в 1-й четверти XX века, называлась (2-я) Короленко. Название улица Дегтярева получила 1955 году, с 1958 года название было уточнено — Академика Дегтярева.
Официально ликвидирована в 1971 году в связи со сносом старой застройки.

## Ссылка
- Город Киев. Схематический план / Склад. Арх.-План. Управой Киевского Горсовета. — 1:25 000. — Харьков, 1935 // Сайт «Памяти киевских трамваев»  (рус.)
- Stadtplan Kiew, Maßstab 1:25 000, April 1943  (нем.) // Сайт «Памяти киевских трамваев»  (рус.)